# Giaan Rooney
Giaan Leigh Rooney (Brisbane, 15 de noviembre de 1982) es una nadadora australiana especializada en pruebas de estilo espalda, donde consiguió ser campeona olímpica en 2004 en los 4 x 100 metros estilos.
Actualmente es presentadora de la televisión australiana.

## Carrera deportiva
En los Juegos Olímpicos de Atenas 2004 ganó la medalla de oro en los relevos de 4 x 100 metros estilos (nadando el largo de espalda), con un tiempo de 3:57.32 segundos que fue récord del mundo, por delante de Estados Unidos y Alemania.